# Елементарна алгебра
Елемента́рна а́лгебра (англ. Elementary algebra) — алгебра, що подається у вигляді навчальної дисципліни, орієнтованої на вивчення у загальноосвітній школі. Разом з арифметикою, елементарною геометрією та плоскою тригонометрією належить до елементарної математики, яка вивчається у рамках шкільної програми. Дисципліна розглядає: основні поняття алгебри, основи комбінаторики, алгебраїчні вирази, раціональні та ірраціональні рівняння, системи рівнянь, функції та їх графіки, числові послідовності тощо.

## Основні поняття
В алгебрі прийнято записувати математичні вирази (формули) в узагальненому виді, замінюючи конкретні числа на літерні символи, завдяки чому при вирішенні однотипних задач досягається максимальна узагальненість результату. Основним змістом алгебри є правила тотожних перетворень формул, що є необхідними для вирішення рівнянь, аналізу залежностей, оптимізації системи, що розглядається та інших практичних задач.
Крім літер і чисел, у формулах елементарної алгебри використовуються арифметичні операції: (додавання, віднімання, множення, ділення, піднесення до степеня, добування кореня) та елементарні функції (логарифм, тригонометричні функції). Дві формули, об'єднані знаком рівності, називаються рівнянням.
Алгебраїчна нотація визначає загальні особливості запису алгебраїчних виразів. Тут є певні правила, домовленості та спеціальна термінологія. Наприклад у виразі {\displaystyle 3x^{2}-2xy+c} є наступні компоненти:

1 : Показник степеня, 2 : Коефіцієнт, 3 : Доданок, 4 : Оператор, 5. Константа, {\displaystyle x,y} : змінні
Якщо символ операції між двома виразами не вказаний, то мається на увазі операція множення:
{\displaystyle ab=a\cdot b;\;1{,}2\ x=1{,}2\cdot x;\;\pi (a^{2}+b^{2})=\pi \cdot (a^{2}+b^{2})}
Приклад формули: площа трикутника {\displaystyle S} так виражається через довжину однієї із сторін {\displaystyle a} і величину висоти {\displaystyle h}, опущеної на сторону {\displaystyle a}:
{\displaystyle S={1 \over 2}ah}
Найпростіший алгебраїчний вираз — це одночлен, що складається з числового множника, помноженого на один або більше літерних символів. Приклади:
{\displaystyle 1{,}2\ x;\;{\sqrt {2}}abc^{2};\;x^{2}w}
Алгебраїчні суми (тобто суми та/або різниці) одночленів називають многочленами. Вирази, що мають вид частки від ділення одного многочлена на інший, називається алгебраїчним дробом. Дії з алгебраїчними дробами є аналогічними до дій із звичайними дробами — розкладання чисельника й знаменника на множники, приведення декількох дробів до спільного знаменника, скорочення чисельника й знаменника на спільний множник тощо.

## Закони елементарної алгебри

### Обчислення значення виразу
Порядок виконання операцій вказується дужками. Якщо дужки відсутні, то пріоритетність у порядку зменшення є наступною:
1. Піднесення до степеня.
2. Обчислення функції.
3. Множення та ділення.
4. Додавання та віднімання.

Приклади:
- {\displaystyle a^{b^{c}}=a^{(b^{c})}}
- {\displaystyle \sin x^{2}=\sin(x^{2})}
- {\displaystyle \sin a+b=(\sin a)+b}

При обчисленні значення виразу замість літерних символів підставляють їхні числові значення, виходячи з умови конкретної задачі. Множина числових значень, при яких вираз має зміст, називається областю допустимих значень цього виразу. Приклад: для виразу {\displaystyle ~{\frac {a+b}{a-b}}} область допустимих значень — усе пари {\displaystyle a,b}, у яких {\displaystyle a\neq b}.

### Властивості операцій
- Комутативність (властивість перестановки) додавання:

{\displaystyle a+b=b+a.\ }
- Віднімання є дією, оберненою до додавання.
- Віднімання числа b є рівнозначним додаванню числа протилежного знаку:

{\displaystyle a-b=a+(-b).\ }
- Комутативність (властивість перестановки) множення:

{\displaystyle a\cdot b=b\cdot a\ }
- Ділення є дією, оберненою до множення.
- Ділення на нуль є неможливим.
- Ділення на число b є рівнозначним множенню на число, обернене до b:

{\displaystyle {a \over b}=a\left({1 \over b}\right).}
- Піднесення до степеня не є комутативним. Тому у нього є дві обернені операції: добування кореня й логарифмування.
  - Приклад: якщо {\displaystyle 3^{x}=10}, то {\displaystyle x=\log _{3}10.} Якщо {\displaystyle x^{2}=10}, то {\displaystyle ~x={\sqrt {10}}.}
- Корінь парного степеня з від'ємного числа не існує (серед дійсних чисел).
- Асоціативна (сполучна) властивість додавання: {\displaystyle (a+b)+c=a+(b+c).}
- Асоціативна (сполучна) властивість множення: {\displaystyle (ab)c=a(bc).}
- Дистрибутивна (розподільна) властивість множення: {\displaystyle c(a+b)=ca+cb.}
- Дистрибутивна (розподільна) властивість для піднесення до степеня: {\displaystyle (ab)^{c}=a^{c}b^{c}.}
- Додавання показників степеня: {\displaystyle a^{b}a^{c}=a^{b+c}.}
- Множення показників степеня: {\displaystyle (a^{b})^{c}=a^{bc}.}

### Властивості рівності
- Якщо {\displaystyle a=b} і {\displaystyle b=c}, то {\displaystyle a=c} (транзитивність рівності).
- {\displaystyle a=a} (рефлексивність).
- Якщо {\displaystyle a=b}, то {\displaystyle b=a} (симетричність).

### Інші закони
- Якщо {\displaystyle a=b} і {\displaystyle c=d}, то {\displaystyle a+c=b+d.} (адитивність рівності)
  - Якщо {\displaystyle a=b}, то {\displaystyle a+c=b+c} для будь-якого c
- Якщо {\displaystyle a=b} і {\displaystyle c=d}, то {\displaystyle ac} = {\displaystyle bd.} (мультиплікативність рівності)
  - Якщо {\displaystyle a=b}, то {\displaystyle ac=bc} для будь-якого c
- Якщо значення двох символів збігаються, то замість одного можна підставити інший (принцип підстановки).
- Якщо {\displaystyle a>b} і {\displaystyle b>c}, то {\displaystyle a>c} (транзитивність порядку).
- Якщо {\displaystyle a>b}, то {\displaystyle a+c>b+c} для будь-якого c.
- Якщо {\displaystyle a>b} і {\displaystyle c>0}, то {\displaystyle ac>bc.}
- Якщо {\displaystyle a>b} і {\displaystyle c<0}, то {\displaystyle ac<bc.}

### Деякі алгебраїчні тотожності
{\displaystyle (a+b)(a-b)=a^{2}-b^{2}}
{\displaystyle (a+b)^{2}=a^{2}+2ab+b^{2};\;(a-b)^{2}=a^{2}-2ab+b^{2}}
{\displaystyle (a+b)^{3}=a^{3}+3a^{2}b+3ab^{2}+b^{3};\;(a-b)^{3}=a^{3}-3a^{2}b+3ab^{2}-b^{3}}
{\displaystyle a^{3}+b^{3}=(a+b)(a^{2}-ab+b^{2});\;a^{3}-b^{3}=(a-b)(a^{2}+ab+b^{2})}

## Розв'язування рівнянь
Рівняння — це рівність виду:
{\displaystyle f(x_{1},x_{2}\dots )=g(x_{1},x_{2}\dots )}
Розв'язування рівняння — сукупність дій стосовно рівності, для знаходження таких значень аргументів, при яких ця рівність забезпечується. На можливі значення аргументів можуть бути накладені додаткові умови (цілочисельності, дійсності тощо). Розв'язування рівнянь — одна з головних задач алгебри зокрема і математики взагалі. У ході історичного розвитку науки були розроблені різноманітні методи (алгоритми) розв'язування для великої кількості різновидів цієї задачі.